# Wasserstraßen- und Schifffahrtsamt Bremerhaven

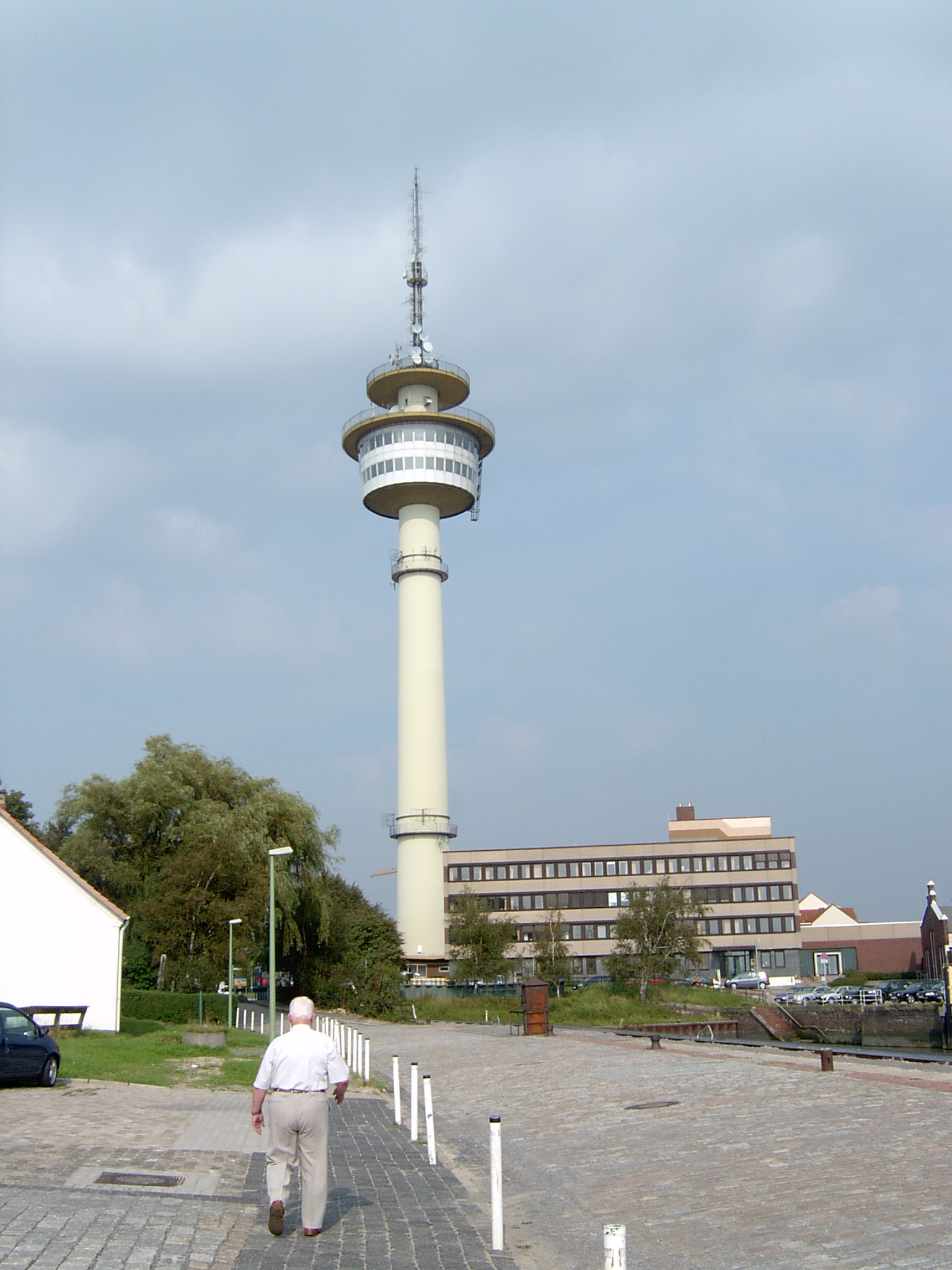
Richtfunkturm des WSA Bremerhaven

Das Wasserstraßen- und Schifffahrtsamt Bremerhaven (WSA Bremerhaven) war ein Wasserstraßen- und Schifffahrtsamt in Deutschland. Es gehörte zum Dienstbereich der Generaldirektion Wasserstraßen und Schifffahrt, vormals Wasser- und Schifffahrtsdirektion Nordwest.
Durch die Zusammenlegung der Wasserstraßen- und Schifffahrtsämter Bremerhaven, Bremen und Wilhelmshaven ging es am 8. April 2019 im neuen Wasserstraßen- und Schifffahrtsamt Weser-Jade-Nordsee auf.

## Zuständigkeitsbereich
Das Wasserstraßen- und Schifffahrtsamt Bremerhaven war zuständig für die Bundeswasserstraße Weser von der Grenze zum Amtsbereich des Wasserstraßen- und Schifffahrtsamtes Bremen in Brake bis zur Ansteuerung der Außenweser nördlich der Insel Wangerooge.
In Bremerhaven verfügte das Wasserstraßen- und Schifffahrtsamt über einen Bauhof, auf dem Wartungs- und Instandsetzungsarbeiten an schwimmenden und festen Seezeichen und Radaranlagen sowie kleinere Instandsetzungsarbeiten der zum Wasserstraßen- und Schifffahrtsamt Bremerhaven gehörenden Wasserfahrzeuge durchgeführt wurden.

## Aufgabenbereich
Zu den Aufgaben des Wasserstraßen- und Schifffahrtsamtes Bremerhaven gehörten:
- Unterhaltung und Ausbau der Bundeswasserstraße Weser
- Unterhaltung und Betrieb der schwimmenden und festen Seezeichen, inkl. der Leuchttürme in der Außenweser
- Ordnung und Sicherheit des Schiffsverkehrs und Betrieb der Verkehrszentrale in Bremerhaven
- Übernahme strom- und schifffahrtspolizeilicher Aufgaben.

## Außenbezirke
Zum Wasserstraßen- und Schifffahrtsamt Bremerhaven gehörten der Außenbezirk in Blexen, der in erster Linie für die Unterhaltung der Strombauwerke der Unter- und Außenweser zuständig war, und der Stützpunkt Klippkanne bei Brake.

## Verkehrszentrale

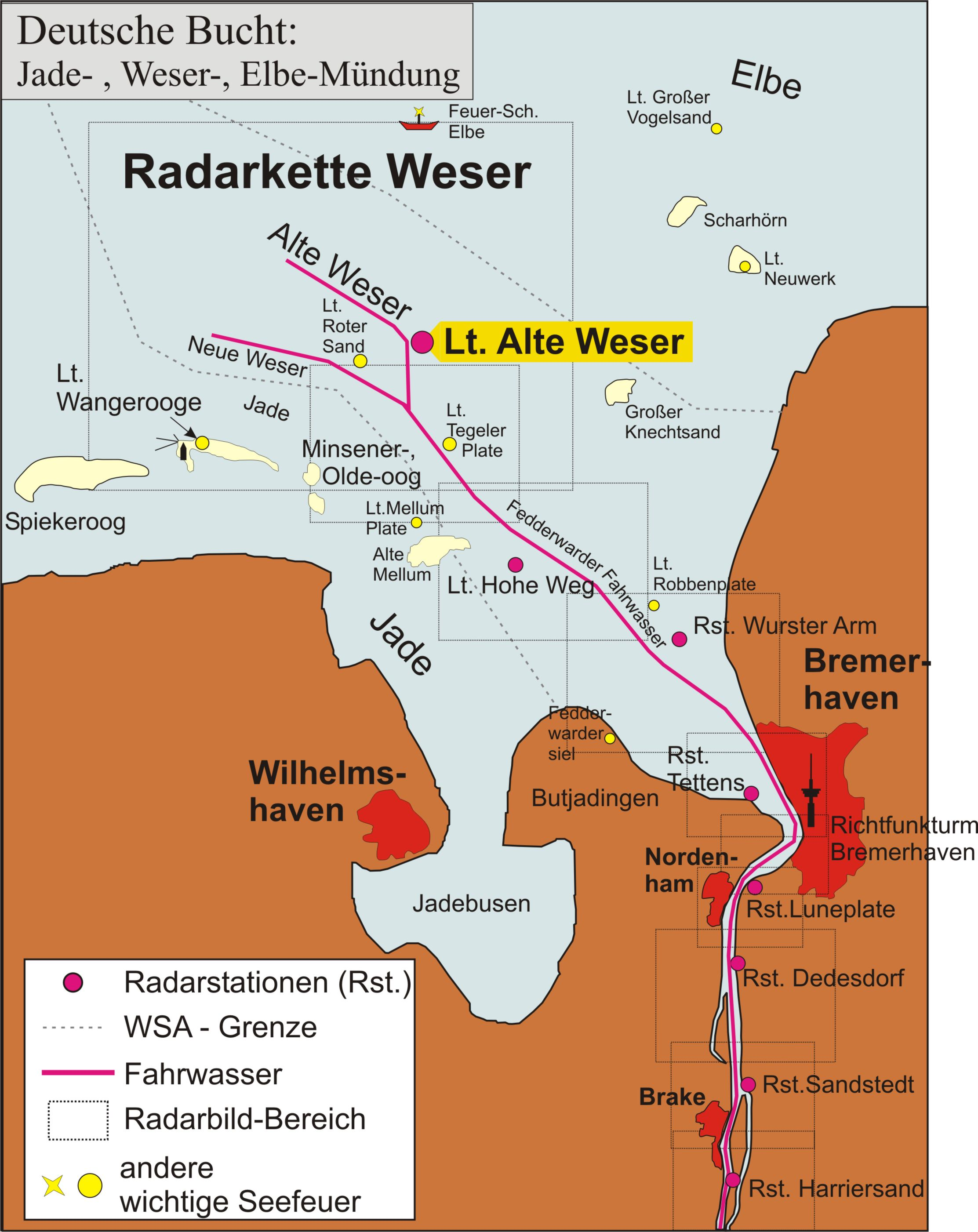
Radarkette der Verkehrszentrale

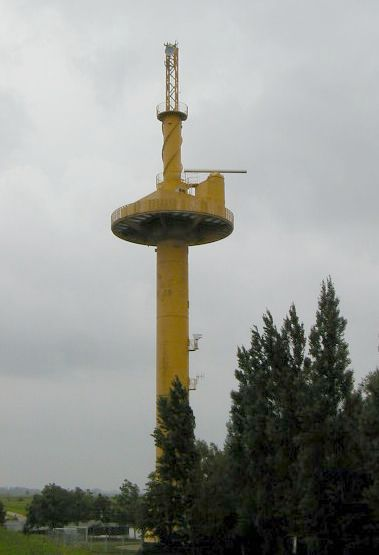
Radarturm an der Unterweser

Das Wasserstraßen- und Schifffahrtsamt Bremerhaven unterhielt eine Verkehrszentrale, von der aus der Schiffsverkehr auf der Unterweser unterhalb von Brake und auf der Außenweser rund um die Uhr überwacht und gelenkt wurde. Dafür betrieb es im Bereich der Unter- und Außenweser eine Landradarkette, die aus insgesamt acht Radarstationen besteht. Im Bereich der Außenweser befinden sich die Radarstationen auf den Leuchttürmen Alte Weser und Hohe Weg sowie auf speziell für diesen Zweck im Watt und am Ufer errichteten Radartürmen, die auch im Bereich der Unterweser bis Bremen zu finden sind.
Erste Versuche mit Radarstationen wurden bereits ab 1953/1954 unternommen, 1965 wurde die Radarkette auf der Außenweser und die Radarzentrale in Bremerhaven in Betrieb genommen. Bis 1981 wurde die Radarkette der Unterweser im Amtsbereich des Wasserstraßen- und Schifffahrtsamtes Bremerhaven (bis zur Radarstation Harriersand) in Betrieb genommen.

## Kleinfahrzeugkennzeichen
Den Kleinfahrzeugen im Bereich des Wasserstraßen- und Schifffahrtsamtes Bremerhaven wurden Kleinfahrzeugkennzeichen mit der Kennung HBH zugewiesen.